# El Comercio
El Comercio é um jornal diário peruano com sede em Lima. Foi publicado pela primeira vez em 4 de maio de 1839 e possui uma circulação média de 100.000 exemplares por dia, é o segundo diário mais antigo do país e um dos mais antigos da língua castelhana.

## História
El Comercio foi fundado em 4 de maio de 1839 por Manuel Amunátegui e Alejandro Villota. O preço da primeira edição era de 1 real de plata. Seu lema era: "Orden, libertad, saber". Originalmente era um periódico diário vespertino de orientação comercial, político e literário. Em 1875, Amunátegui cedeu o controle do jornal para José Antonio Miro Quesada. Desde então, a família Miró Quesada dirige o jornal.

## Outras publicações
Pertencem ao grupo editorial do El Comercio, os jornais: Perú 21, Trome, Depor, além do diário gratuito Publimetro, e as revistas Somos, Casa y Más, G de Gestión, Ruedas & Tuercas e a versão peruana da revista Hola. El Comercio também tem participação de 70% dos canais América Televisión e Canal N.